# Veurise fritzi
Veurise fritzi là một loài côn trùng trong họ Nemopteridae thuộc bộ Neuroptera. Loài này được Stange & Williner miêu tả năm 1981.